# Partitore di corrente

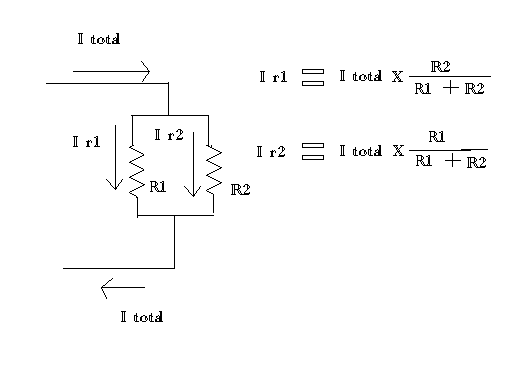
Fig.1 Schema di un circuito elettrico e illustrazione del partitore di corrente

Il partitore di corrente è un circuito utilizzato per ottenere la corrente elettrica che scorre attraverso un'impedenza o attraverso un circuito quando esso viene connesso in parallelo con un'altra impedenza. Nella forma è il duale del partitore di tensione. La differenza sostanziale è però che il numeratore della frazione è formato dall'impedenza che non si sta considerando.
Se sono collegate in parallelo due o più impedenze, la corrente che vi entra sarà suddivisa tra di loro in proporzione inversa alla loro impedenza (per la legge di Ohm). Ne segue anche che se le due impedenze presentano lo stesso valore, la corrente si divide egualmente nei due rami.

## Partitore resistivo
Se I è la corrente che scorre nel circuito e R1 e R2 sono i due resistori in parallelo, la corrente I1 che scorre nel resistore R1 è:
{\displaystyle I_{1}={\frac {R_{2}}{R_{1}+R_{2}}}\cdot I}.
È da notare, come già detto, che al numeratore della frazione vi è la resistenza del ramo non considerato.

### Dimostrazione
Per la legge di conservazione della carica elettrica
{\displaystyle I_{1}+I_{2}=I\;}
Inoltre, per la legge di Ohm si ha che
{\displaystyle I_{1}\cdot R_{1}=I_{2}\cdot R_{2}\;}
in quanto i due resistori sono collegati in parallelo, quindi presentano la stessa differenza di potenziale ai loro estremi.
Ricavando I2 dalla prima equazione si ha {\displaystyle I_{2}=I-I_{1}}; sostituendo questa espressione nella seconda si ottiene la formula
{\displaystyle I_{1}=I\cdot {\frac {R_{2}}{R_{1}+R_{2}}}\ }
Nel caso di più resistenze in parallelo, la formula diventa
{\displaystyle I_{n}={\frac {\frac {1}{R_{n}}}{{\frac {1}{R_{1}}}+{\frac {1}{R_{2}}}+...+{\frac {1}{R_{N}}}}}\cdot I}
dove In è la corrente che scorre sul ramo dove si trova Rn,
e N è il numero di resistenze nel circuito.

## Caso generale
Nonostante il partitore resistivo sia il più comune, il partitore di corrente può anche essere costituito di impedenze dipendenti dalla frequenza. Nel caso generale la corrente {\displaystyle I_{x}} è data da:
{\displaystyle \ I_{x}={Z_{T} \over Z_{x}+Z_{T}}I_{T}}

### Esempio:combinazione RC

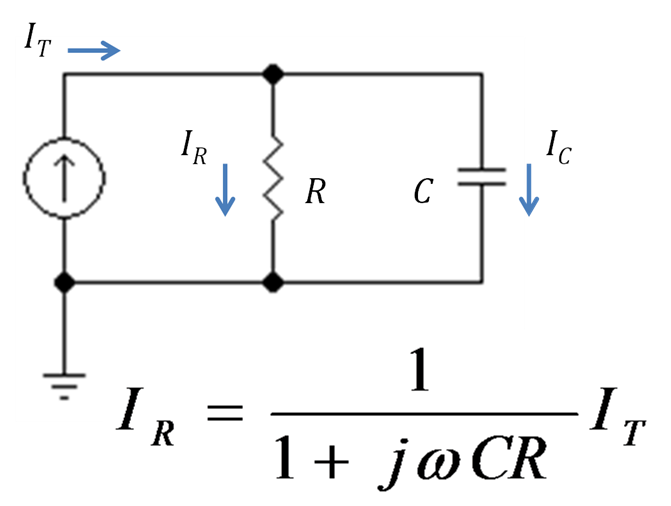
fig.2

La figura 2 rappresenta un partitore di corrente fatto con un condensatore ed un resistore. Con l'impiego della formula di cui sopra, la corrente nel resistore è data da:
{\displaystyle \ I_{R}={{1 \over j\omega C} \over R+{1 \over j\omega C}}I_{T}={1 \over 1+j\omega RC}I_{T}}
dove {\displaystyle {1 \over j\omega C}} è l'impedenza {\displaystyle \mathbb {Z} _{C}.}
Il prodotto {\displaystyle \tau =CR} è noto quale la costante di tempo del circuito, e la frequenza per cui {\displaystyle \omega RC=1} quale frequenza di taglio. Giacché la reattanza del condensatore è zero alle frequenze elevate ed infinita alle frequenze basse, la corrente nel resistore permane al suo valore corrente continua {\displaystyle \ I_{T}} fino alla frequenza di taglio, dopo di che si porta verso lo zero alle frequenze superiori, poiché il condensatore corto-circuita di fatto il resistore. In termini differenti, il partitore di corrente è un filtro passa-basso per la corrente nel resistore.

## Effetto di carico

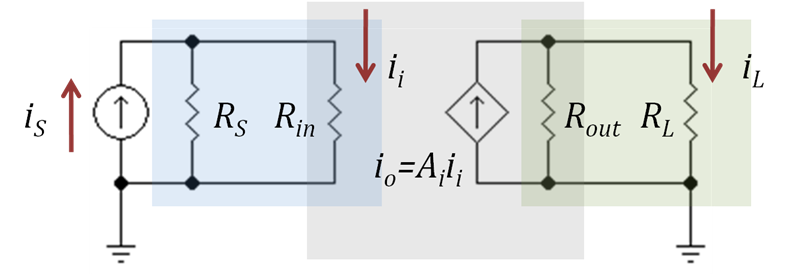
Fig.3: Amplificatore di corrente(scatola grigia) pilotato da un generatore di corrente Norton (con un carico resistivo. Il partitore di corrente nella scatola blu (riduce il guadagno di corrente così come il partitore di corrente nella scatola verde (

Il guadagno di un amplificatore dipende dalla sua sorgente di segnale e dal suo carico. Gli amplificatori di corrente e quelli di transconduttanza sono caratterizzati da una condizione d'uscita in cortocircuito e dall'impiego di sorgenti di corrente di impedenza infinita. Quando un amplificatore viene terminato da un carico di valore finito, diverso da zero, e/o pilotato da una sorgente non ideale, il guadagno effettivo viene ridotto per effetto di carico sull'uscita e/o sull'entrata, che può venire inteso in termini di partitore di corrente.
La figura 3 illustra l'esempio di un amplificatore di corrente. L'amplificatore (scatola grigia) ha un resistore d'ingresso {\displaystyle R_{in}} ed un resistore d'uscita {\displaystyle R_{out}} ed un guadagno di corrente ideale {\displaystyle A_{i}}. Con un generatore di corrente ideale (resistenza di Norton {\displaystyle R_{s}} infinita) tutta la corrente {\displaystyle i_{s}} diventa corrente d'ingresso all'amplificatore. Comunque, per il circuito Norton viene formato un partitore di corrente all'ingresso che riduce la corrente d'ingresso a
{\displaystyle \ i_{i}={R_{s} \over R_{s}+R_{in}}i_{s}}
che è palesemente minore di {\displaystyle i_{s}}.
Allo stesso modo, per l'uscita in cortocircuito, l'amplificatore invia una corrente {\displaystyle i_{0}=A_{i}i_{i}} attraverso l'uscita cortocircuitata. Tuttavia, quando il carico è un resistore {\displaystyle R_{L}} non nullo, la corrente avviata al carico viene ridotta dal partitore di corrente al valore:
{\displaystyle i_{L}={R_{out} \over R_{out}+R_{L}}A_{i}i_{i}.}
Combinando questi risultati, il guadagno ideale di corrente {\displaystyle A_{i}} realizzato con una unità pilota ideale ed un carico cortocircuitato viene ridotto al guadagno a carico {\displaystyle A_{car.}}
{\displaystyle \ A_{car.}={i_{L} \over i_{s}}={R_{s} \over R_{s}+R{in}}{R_{out} \over R_{out}+R_{L}}A_{i}.}
I rapporti delle resistenze nella espressione di cui sopra sono chiamati fattori di carico. Per ulteriori disquisizioni sul caricamento di altri tipi di amplificatori, si veda "Effetti di caricamento".

## Amplificatori unilaterali e bilaterali a confronto
:

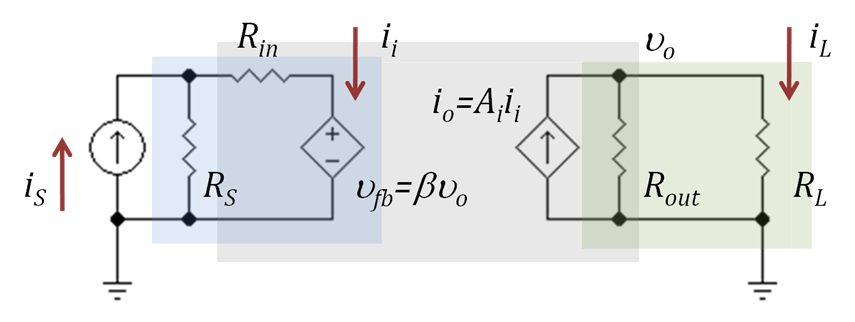
Fig.4

La fig.3 e la discussione messa in relazione si riferisce ad un amplificatore unilaterale. Nel caso più generico in cui l'amplificatore è rappresentato da un quadripolo, la resistenza d'ingresso dell'amplificatore dipende dal suo carico, e la resistenza d'uscita dalla impedenza della sorgente pilota. I fattori di carico in questi casi devono utilizzare le impedenze dell'amplificatore effettive includendo questi effetti bilaterali. Per esempio, usando l'amplificatore di corrente della fig.3, la rete di quadripolo bilaterale corrispondente è illustrata nella fig.4, basata sui parametri ibridi (h). Con l'eseguire l'analisi di questo circuito, si trova che il guadagno di corrente con retroazione {\displaystyle A_{fb}} sia:
{\displaystyle \ A_{fb}={i_{L} \over i_{s}}={A_{car} \over 1+\beta ({R_{L} \over R_{s}})A_{car}}.}
Cioè, il guadagno di corrente ideale {\displaystyle A_{i}} viene ridotto non solo dai fattori di carico ma anche, per la natura bilaterale del quadripolo, da un fattore aggiuntivo {\displaystyle (1+\beta ({R_{L} \over R_{s}})A_{car})}, che è tipico dei circuiti a retroazione negativa. Il fattore {\displaystyle \beta ({R_{L} \over R_{s}})} è la retroazione di corrente fornita dalla sorgente controreattiva di tensione di guadagno {\displaystyle \beta ({V \over V})}. Per esempio, per una sorgente di corrente ideale con {\displaystyle R_{s}=\infty }, la retroazione di tensione è influente, e per {\displaystyle R_{L}=0}, la tensione del carico è zero, disabilitando la retroazione.

### Applicazione
I divisori di corrente vengono utilizzati in particolare per misurare correnti elevate; vengono quindi chiamati shunt, in cui il misuratore costituisce uno dei percorsi di corrente. Essenzialmente però misura la caduta di tensione sul percorso principale, poiché attraverso di esso scorre solo una corrente parziale molto piccola. I multimetri contengono divisori di corrente commutabili per misurare la corrente in diverse aree.
Alcuni di essi sono elencati di seguito:
- Limitazione e protezione della corrente
- Tecnologia e misurazione dei sensori
- Distribuzione del segnale
- Circuiti a ponte di Wheatstone
- Tensione di polarizzazione nei circuiti a transistor[2]